# Starčevica
Starčevica je predel mesta Banjaluka v Bosni in Hercegovini, ki stoji ob desnem bregu reke Vrbas, jugovzhodno od središča mesta. Soseska je bila ustanovljena 28. aprila 1978. Danes ima po ocenah približno 30.000 prebivalcev in je ena najgosteje naseljenih območij v mestu.

## Prebivalstvo
Podatki iz popisa prebivalstva 1991 v BiH.
- Srbi – 6.770
- Hrvati – 813
- Muslimani – 2.350
- Jugoslovani – 2.264
- drugi (Ukrajinci, Poljaki, Angleži, ...) – 541